# Clausidium tenax
Clausidium tenax är en kräftdjursart som beskrevs av Humes 1949. Clausidium tenax ingår i släktet Clausidium och familjen Clausidiidae. Inga underarter finns listade i Catalogue of Life.